# 15 de junio
El 15 de junio es el 166.º (centésimo sexagésimo sexto) día del año del calendario gregoriano y el 167.º en los años bisiestos. Quedan 199 días para finalizar el año.

## Acontecimientos
- 763 a. C.: en Oriente Próximo se registra un eclipse solar usado actualmente para establecer la cronología del Antiguo Oriente Próximo. «En aquel día ―dice el Señor Soberano― haré que el Sol se ponga al mediodía y que en pleno día se oscurezca la Tierra» (Libro de Amós, 8.9).[1]
- 1215: en Inglaterra, Juan Sin Tierra firma la Carta Magna.
- 1219: cerca de la futura Tallin (Reval), se libra la Batalla de Lyndanisse. El rey Valdemar II de Dinamarca —en su campaña de expansión contra los estonios («paganos» y «herejes»)— afirma que desde el cielo le ha caído un gallardete de tisú rojo con una cruz blanca: la Danebrog, la bandera nacional de Dinamarca.
- 1300: en España se funda la villa de Bilbao.
- 1389: en las inmediaciones de Kosovo Polje, las fuerzas serbias y otomanas libran la Batalla de Kosovo, con victoria decisiva del emergente Imperio otomano.
- 1492: en España, los Reyes Católicos aprueban la capitulación para enajenar los bienes que habían cedido a Boabdil y los que antes poseía, en la suma de 80.000 ducados.
- 1667: en Francia, el médico Jean-Baptiste Denys realiza la primera transfusión de sangre en un ser humano.
- 1752: el científico estadounidense Benjamin Franklin demuestra que el rayo es electricidad.
- 1808: durante la guerra de la Independencia española, comienza el primer sitio de Zaragoza.
- 1813: en la aldea de Trujillo, Venezuela, Simón Bolívar firma el Decreto de Guerra a Muerte.
- 1826: en Estambul (Turquía) sucede el «Incidente Afortunado»: Mahmud II, sultán del Imperio otomano, hace matar a 4000 jenízaros (guardias de corps).
- 1836: en Estados Unidos, Arkansas se convierte en nuevo estado.
- 1867: en Yucatán (México), el general Manuel Cepeda Peraza recupera para los republicanos juaristas la ciudad de Mérida, Yucatán, que había sido ocupada por los imperialistas durante la intervención francesa en México.
- 1896: terremoto en Sanriku, frente a las costas de la prefectura de Iwate, de magnitud 8,5 en la escala sismológica de Richter, resultando en dos tsunamis que destruyeron alrededor de 9000 casas y causaron más de 22 000 muertes.[2]
- 1898: en Francia se celebra la primera edición del Salón del Automóvil de París, uno de los más importantes del mundo.
- 1909: representantes del Imperio británico, Australia y Sudáfrica se encuentran en el estadio Lord's Cricket Ground y forman la Imperial Cricket Conference.
- 1918: en la ciudad de Córdoba (Argentina), se inicia el movimiento de la reforma universitaria.
- 1918: en Italia, en el marco de la Primera Guerra Mundial, se inicia la Batalla del Piave.
- 1919: John William Alcock y Arthur Whitten Brown finalizan el primer vuelo transatlántico.
- 1924: los nativos americanos son reconocidos como ciudadanos estadounidenses.
- 1948: en Colombia se crea el departamento del Chocó, con capital en Quibdó.
- 1948: Filipinas, en la provincia de Misamis Oriental se crea el municipio de El Salvador.
- 1954: en Basilea (Suiza) se procede al acto de fundación de la UEFA (Unión des Associations Européennes de Football).
- 1960: la agrupación musical cubana Sonora Matancera viaja rumbo a la Ciudad de México.
- 1977: en España, tras la muerte del dictador Francisco Franco, tienen lugar las primeras elecciones democráticas.
- 1982: durante la celebración de la Copa Mundial de Fútbol tiene lugar la derrota más grande de la historia de estos juegos hasta la fecha: El Salvador pierde ante Hungría por 1 a 10.
- 1985: Se funda en Japón el estudio de animación conocido como Studio Ghibli.
- 1991: en Birmingham (Reino Unido), el COI elige a Nagano como sede de los Juegos Olímpicos de Invierno de 1998.
- 1994: Israel y la Santa Sede establecen relaciones diplomáticas completas.
- 1996: en Mánchester (Reino Unido) se detona una bomba del IRA, dañando el centro de la ciudad e hiriendo a más de 100 personas.
- 1999: un fuerte terremoto sacude México a las 15:41 hora local (principalmente los estados de Puebla, Veracruz, Distrito Federal, Tlaxcala y Guerrero) con una magnitud de 6,7, dejando severos daños en Puebla, entre ellos en las iglesias de San Andrés Cholula y el templo de la Virgen de los Remedios.
- 2009: el gobierno chileno anuncia una inversión de 20 000 millones de pesos para modernizar el Estadio Nacional de Chile.
- 2012: en Estados Unidos sale al aire la caricatura Gravity Falls dirigida por Alex Hirsch.
- 2013: en Argentina, desciende por primera vez en la historia el Club Atlético Independiente a la Primera B Nacional.
- 2013: en Brasil comienza la Copa FIFA Confederaciones de Fútbol Brasil 2013.
- 2014: en Irak, el ejército bombardea los alrededores de la localidad de Tikrit (provincia de Salah ad Din), las provincias de Diyala y Nínive ante el avance de Estado Islámico de Irak y el Levante; que son controladas por este grupo terrorista, provocando en total bajas de 279 miembros mientras que el grupo afirmó haber ejecutado 1700 milicianos capturados de las fuerzas de seguridad.[3]
- 2014: el candidato presidente Juan Manuel Santos vence a Óscar Iván Zuluaga en las elecciones presidenciales de Colombia en el marco de las negociaciones de paz con las FARC.
- 2018: es publicado el álbum Liberation de Christina Aguilera.
- 2022: Microsoft cierra los servidores de Internet Explorer.
- 2024: ANJA: Se funda ANJA en Chihuahua, México. Dando origen a una nueva metodología de crear equipos de trabajo.
- 2024: El Club Atlético Bucaramanga quedaría campeón de la categoría primera A por primera vez en su historia al ganar la tanda de penaltis 6-5 a Independiente Santa Fe en Bogotá
- 2025: Comienza la Copa Mundial de Clubes de la FIFA de 2025, en Estados Unidos.

## Nacimientos
- 1330: Eduardo de Woodstock, el Príncipe Negro, aristócrata galés (f. 1376).
- 1479: Lisa Gherardini, aristócrata florentina (f. 1542).
- 1534: Enrique de Montmorency, aristócrata francés (f. 1614).
- 1537: Diego Durán, historiador español (f. 1588).
- 1594: Nicolas Poussin, pintor francés (f. 1665).
- 1623: Cornelis de Witt, político neerlandés (f. 1672).
- 1706: Johann Joachim Kändler, escultor alemán (f. 1775).
- 1754: Juan José Delhuyar, químico español (f. 1796).
- 1755: Antoine-François de Fourcroy, químico francés (f. 1809).
- 1763: Kobayashi Issa, poeta japonés de haikus (f. 1827).
- 1765: Johann Gottlieb Friedrich von Bohnenberger, matemático alemán (f. 1831).
- 1789: Josiah Henson, activista social estadounidense (f. 1883).
- 1818: Juana Manuela Gorriti, escritora argentina (f. 1896).
- 1843: Edvard Grieg, compositor noruego (f. 1907).
- 1844: Eduardo Wilde, médico y escritor boliviano (f. 1913).
- 1852: Daniel Burley Woolfall, Presidente de la FIFA entre 1906 y 1918 (f. 1918).
- 1861: Ernestine Schumann-Heink, cantante de ópera estadounidense, de origen austriaco (f. 1936).
- 1865: Paul Gilson, músico y compositor belga (f. 1942).
- 1866: Juan Francisco Muñoz y Pabón, escritor y religioso español (f. 1920).
- 1882: Ion Antonescu, político rumano (f. 1946).
- 1884: Harry Langdon, actor estadounidense (f. 1944).
- 1888: Ramón López Velarde, poeta mexicano (f. 1921).
- 1889: Salka Viertel, actriz y guionista de cine (f. 1978).
- 1894: Nikolai Chebotaryov, matemático ucraniano (f. 1947).
- 1896: Inez Clare Verdoorn, botánica sudafricana (f. 1989).
- 1900: Gotthard Günther, filósofo alemán (f. 1984).
- 1902: Erik Erikson, psicoanalista germano-estadounidense (f. 1994).
- 1905: Winifred Mary Curtis, botánica australiana (f. 2005).
- 1906: Léon Degrelle, oficial belga de las SS (f. 1994).
- 1914: Yuri Andropov, político soviético (f. 1984).
- 1914: Saul Steinberg, dibujante estadounidense (f. 1999).
- 1915: Thomas Huckle Weller, virólogo estadounidense (f. 2008).
- 1916: Horacio Salgán, compositor, director de orquesta y pianista argentino (f. 2016).
- 1916: Herbert Simon, economista estadounidense (f. 2001).
- 1916: Susanne von Almassy, actriz austriaca (f. 2009).
- 1917: John B. Fenn, químico estadounidense, premio nobel de química en 2002 (f. 2010).
- 1917: Lash La Rue, actor estadounidense (f. 1996).
- 1920: Alberto Sordi, actor italiano de cine (f. 2003).
- 1920: Keith Andrews, piloto estadounidense de automovilismo (f. 1957).
- 1921: Erroll Garner, músico estadounidense (f. 1977).
- 1923: Erland Josephson, actor sueco (f. 2012).
- 1924: Ezer Weizman, presidente israelí (f. 2005).
- 1924: Marcel Domingo Algarra, futbolista y entrenador francés (f. 2010).
- 1926: María Fernanda Cartier, conductora de televisión, cantante y modelo italiana (f. 2006).
- 1926: Shigeru Kayano, activista japonés (f. 2006).
- 1926: Milton Schinca, dramaturgo y escritor uruguayo (f. 2012).
- 1927: Ibn-e-Insha, humorista pakistaní, poeta en urdú (f. 1978).
- 1927: Guillermo Murray, actor argentino (f. 2021)
- 1927: Hugo Pratt, dibujante y guionista de cómics italiano (f. 1995).
- 1929: Octavio Rivero Serrano, médico mexicano, rector de la UNAM entre 1981 y 1984 (f. 2022).

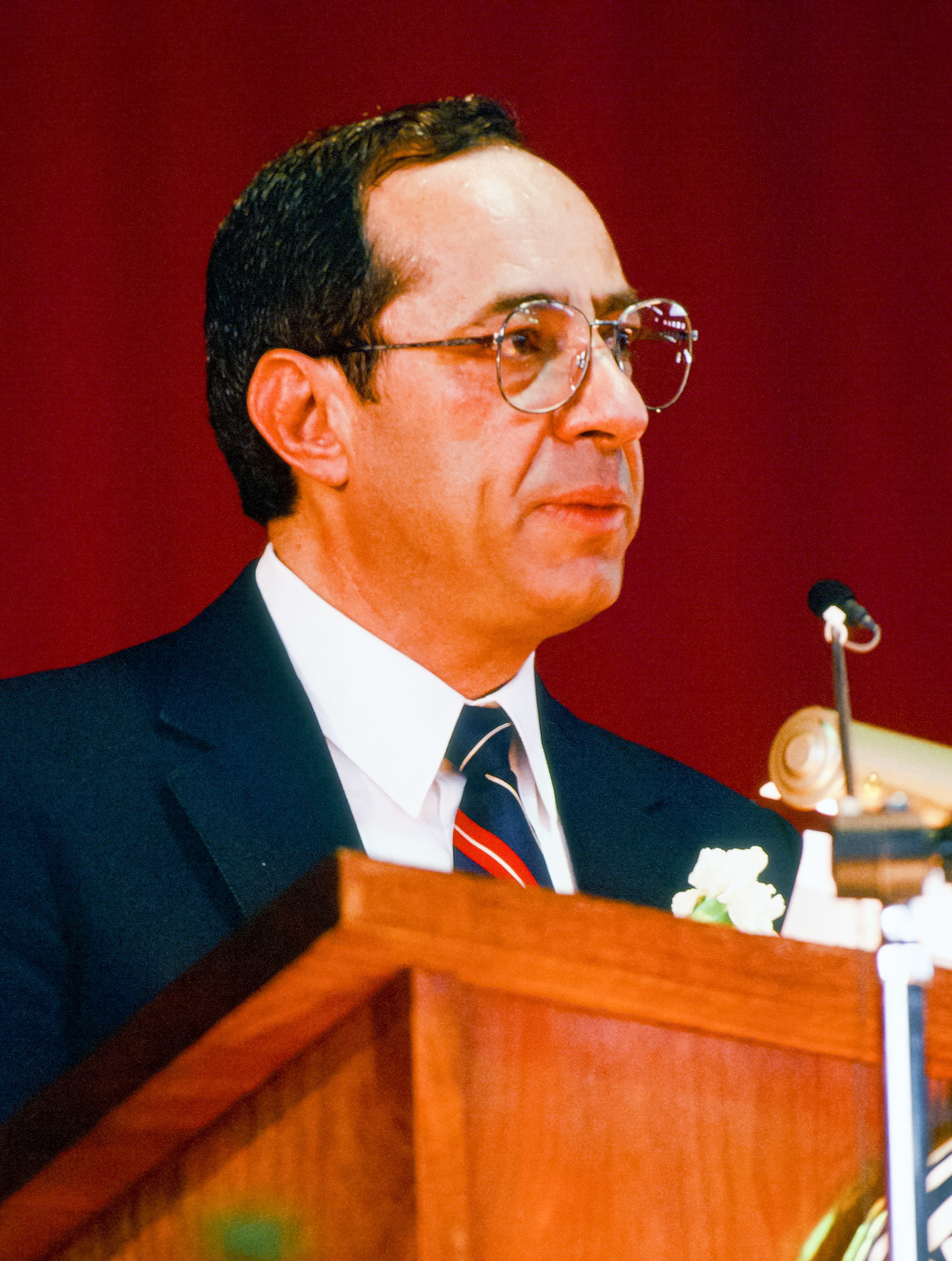
Mario Cuomo.

- 1932: Mario Cuomo, político estadounidense (f. 2015).

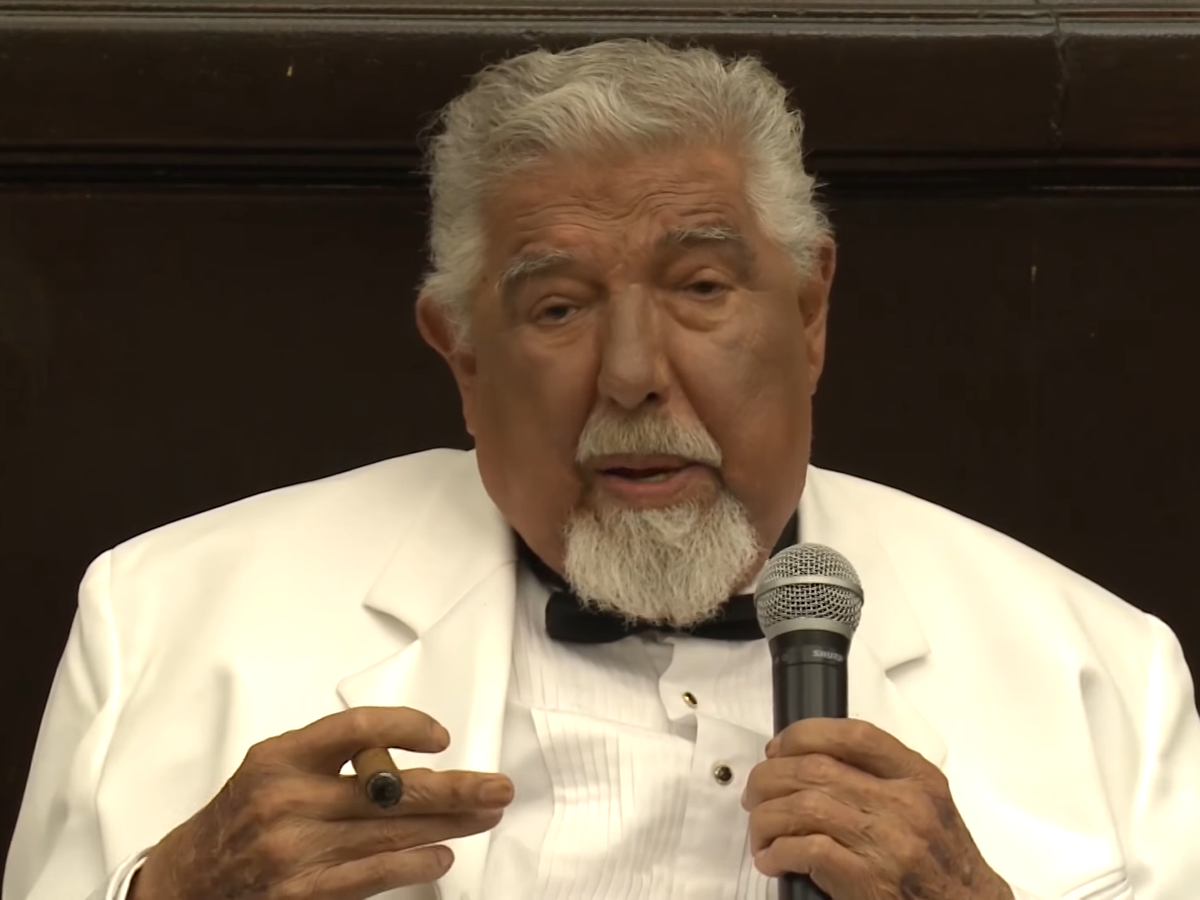
Rubén Aguirre

- Rubén Aguirre1933: Sergio Endrigo, cantante italiano (f. 2005).
- 1934: Rubén Aguirre, actor y comediante mexicano (f. 2016).
- 1934: Mikel Laboa, cantante y compositor vasco (f. 2008).
- 1934: Pablo Rudomín, neurocientífico mexicano.
- 1936: William Joseph Levada, religioso católico estadounidense (f. 2019).
- 1936: Patricia Nell Warren, escritora estadounidense (f. 2019).
- 1937: Waylon Jennings, cantante y compositor estadounidense (f. 2002).
- 1938: Jesús Pereda, futbolista y entrenador español (f. 2011).
- 1939: Carmen Argibay, abogada y ministra argentina (f. 2014).
- 1940: Ramona Galarza, cantante argentina (f. 2020).
- 1940: Marilú Marini, actriz argentina.
- 1940: Rodolfo Rabanal, escritor y periodista argentino (f. 2020).
- 1941: Hagen Kleinert, físico alemán.
- 1941: Harry Nilsson, cantante y compositor estadounidense (f. 1994).
- 1943: Muff Winwood, compositor y bajista británico, de la banda Spencer Davis Group.

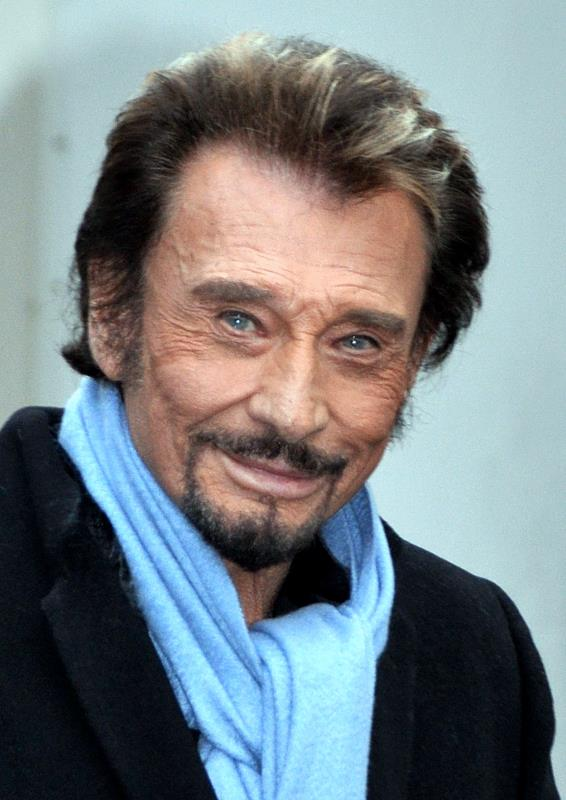
Johnny Hallyday.

- 1943: Johnny Hallyday, cantante y actor francés (f. 2017).
- 1943: Poul Nyrup Rasmussen, economista y político danés.
- 1944: Pastor López, cantante y compositor venezolano (f. 2019).
- 1946: Noddy Holder, cantante británico de la banda Slade.
- 1946: Jack Horner, paleontólogo estadounidense.
- 1946: Evangelina Salazar, actriz argentina.
- 1947:
  - Alain Aspect, físico francés, Premio Nobel de Física 2022.
  - Fernando Ónega, periodista español.
  - Demis Roussos, cantante griego (f. 2015).
- 1948: José Modesto Huerta Torres, militar peruano (f. 2019).

Rubén Rocha Moya

- 1949: María Teresa Fernández de la Vega, política española.
- 1949: Simon Callow, actor británico.
- 1949: Russell Hitchcock, cantante australiano, de la banda Air Supply.
- 1949: Jim Varney, actor estadounidense (f. 2000).
- 1949: Rubén Rocha Moya, político mexicano.
- 1950: Lakshmi Mittal, empresario indio.

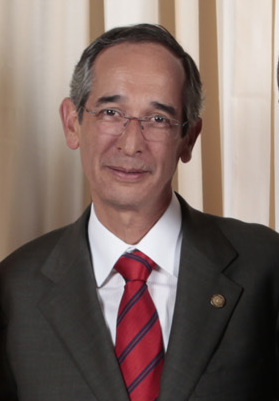
Álvaro Colom.

- 1951: Steve Walsh, cantante estadounidense, de la banda Kansas.
- 1951: Álvaro Colom, empresario e ingeniero guatemalteco, Presidente de Guatemala entre 2008 y 2012 (f. 2023).

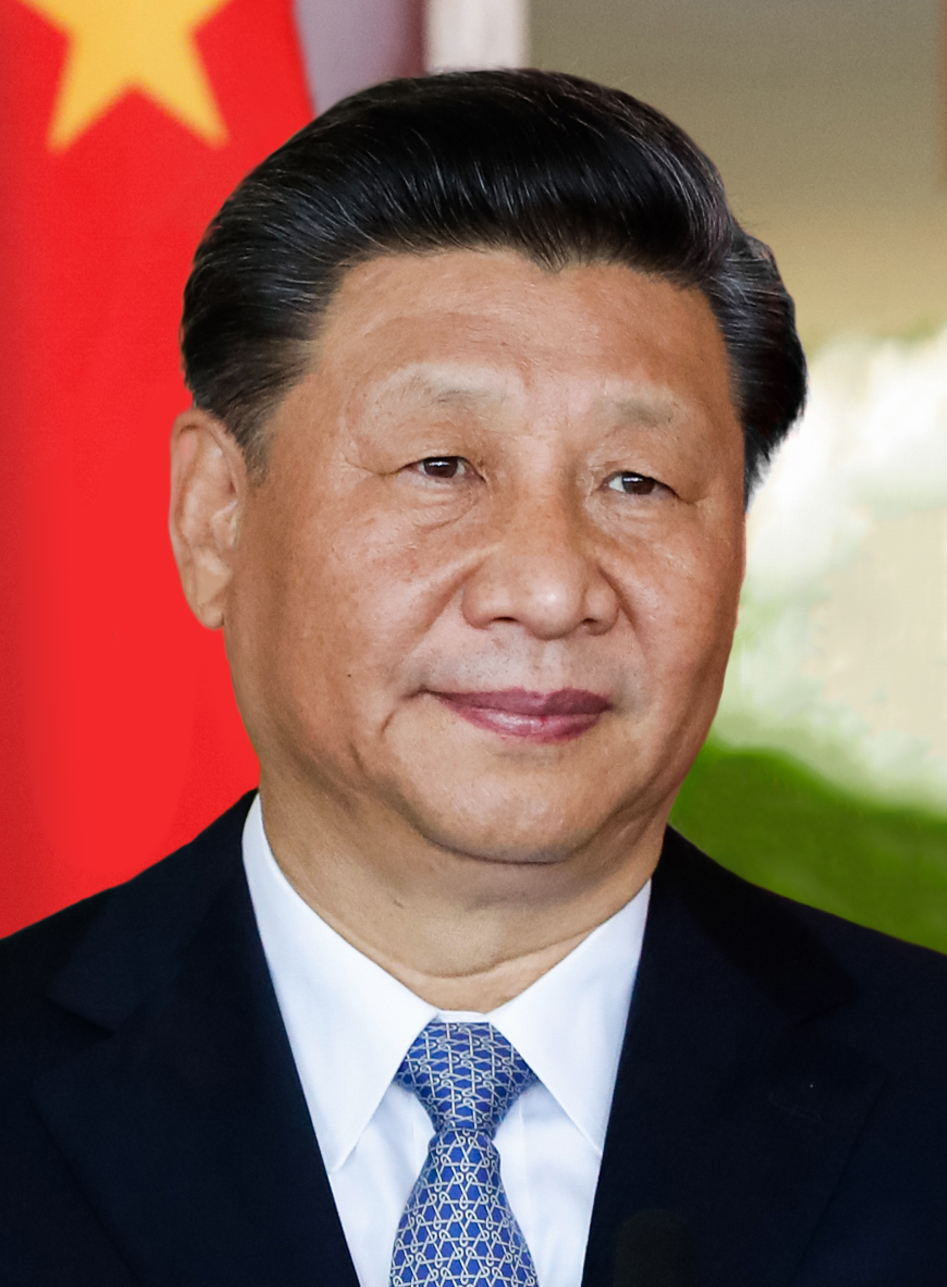
Xi Jinping.

- 1953: Xi Jinping, político chino, presidente de China desde 2013.
- 1953: Raphael Wallfisch, violoncelista británico.
- 1954: Jim Belushi, actor estadounidense.
- 1954: Paul Rusesabagina, empresario ruandés que tuvo un papel admirable en el Genocidio de Ruanda.
- 1955: Camilo Escalona, político chileno.
- 1955: Beatriz Pécker, periodista española.
- 1955: Julie Hagerty, actriz y modelo estadounidense.
- 1958: Wade Boggs, beisbolista estadounidense.
- 1958: César Landa, constitucionalista y político peruano.
- 1958: Riccardo Paletti, piloto de automovilismo italiano (f. 1982).
- 1959: Alan Brazil, futbolista británico.
- 1959: Eileen Davidson, actriz estadounidense.
- 1961: Miguel «Angá» Díaz, percusionista cubano (f. 2006).
- 1961: Kai Eckhardt, bajista y compositora alemana, de las bandas Garaj Mahal y Vital Information.
- 1961: Laurent Cantet, cineasta francés
- 1962: Luis Otero, periodista argentino.
- 1963: Helen Hunt, actriz estadounidense.
- 1963: Blanca Portillo, actriz española.
- 1963: Nigel Walker, atleta y rugbista galés.
- 1964: Courteney Cox, actriz estadounidense.
- 1964: Michael Laudrup, futbolista danés.
- 1965: Domingo Biojó, guerrillero colombiano (f. 2010).
- 1968: Oh Dal-su, actor surcoreano.
- 1969: Ice Cube, rapero y actor estadounidense, de la banda NWA.
- 1969: Oliver Kahn, futbolista alemán.
- 1969: Cédric Pioline, tenista francés.
- 1970: Jorge Rausch, es un chef colombiano.
- 1970: Leah Remini, actriz estadounidense.
- 1970: Žan Tabak, baloncestista croata.
- 1971: Gloria Carrá, actriz argentina.
- 1971: Andrés López López, narcotraficante colombiano.
- 1972: Luis Alberto Carranza, futbolista argentino.
- 1972: Marcus Hahnemann, futbolista estadounidense.
- 1972: Poppy Montgomery, actriz australoestadounidense.
- 1972: Claudio Marini, futbolista argentino.
- 1972: Hank Von Helvete, cantante noruega, de la banda Turbonegro.
- 1973: Tore André Flo, futbolista noruego.
- 1973: Neil Patrick Harris, actor estadounidense.
- 1973: Carlos Jean, productor y músico español.
- 1973: Nicolas Dumont, ciclista francés (f. 2025).
- 1974: Raquel Bigorra, actriz y cantante cubanomexicana.
- 1974: Marzio Bruseghin, ciclista italiano.
- 1976: Gary Lightbody, músico irlandés, de la banda Snow Patrol.
- 1977: Michael Doleac, baloncestista estadounidense.

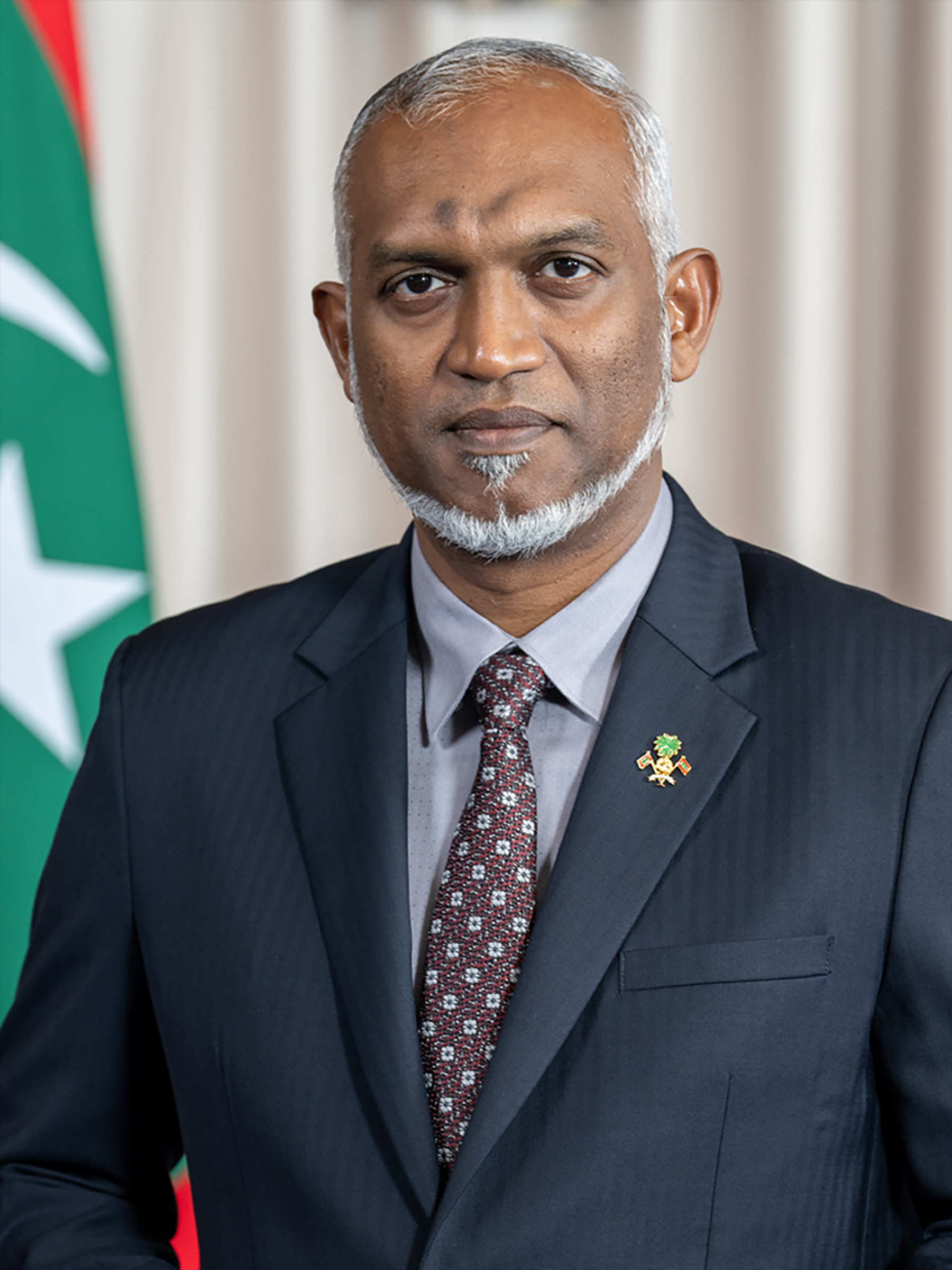
Mohamed Muizzu

- 1978: Wilfred Bouma, futbolista neerlandés.
- 1978: Érika Zaba, cantante mexicana, de la banda OV7.
- 1978: Mohamed Muizzu, político maldivo, Presidente de Maldivas desde 2023.
- 1979: Yulia Nesterenko, atleta bielorrusa.
- 1979: Julia Schultz, modelo estadounidense.
- 1979: Christian Rahn, futbolista alemán.
- 1980: Almudena Cid Tostado, gimnasta española.
- 1980: Iker Romero, balonmanista español.
- 1980: Cara Zavaleta, modelo estadounidense.
- 1981: Virginia da Cunha, cantante argentina.
- 1981: William Dean Martin, guitarrista estadounidense, de la banda Good Charlotte.
- 1981: John Paintsil, futbolista ghanés.
- 1981: Emma Snowsill, triatleta australiana.
- 1982: Laura Acuña, abogada, presentadora de televisión y modelo colombiana.
- 1982: Koya Shimizu, futbolista japonés.
- 1982: Júlio César Coelho Moraes Júnior, futbolista brasileño.

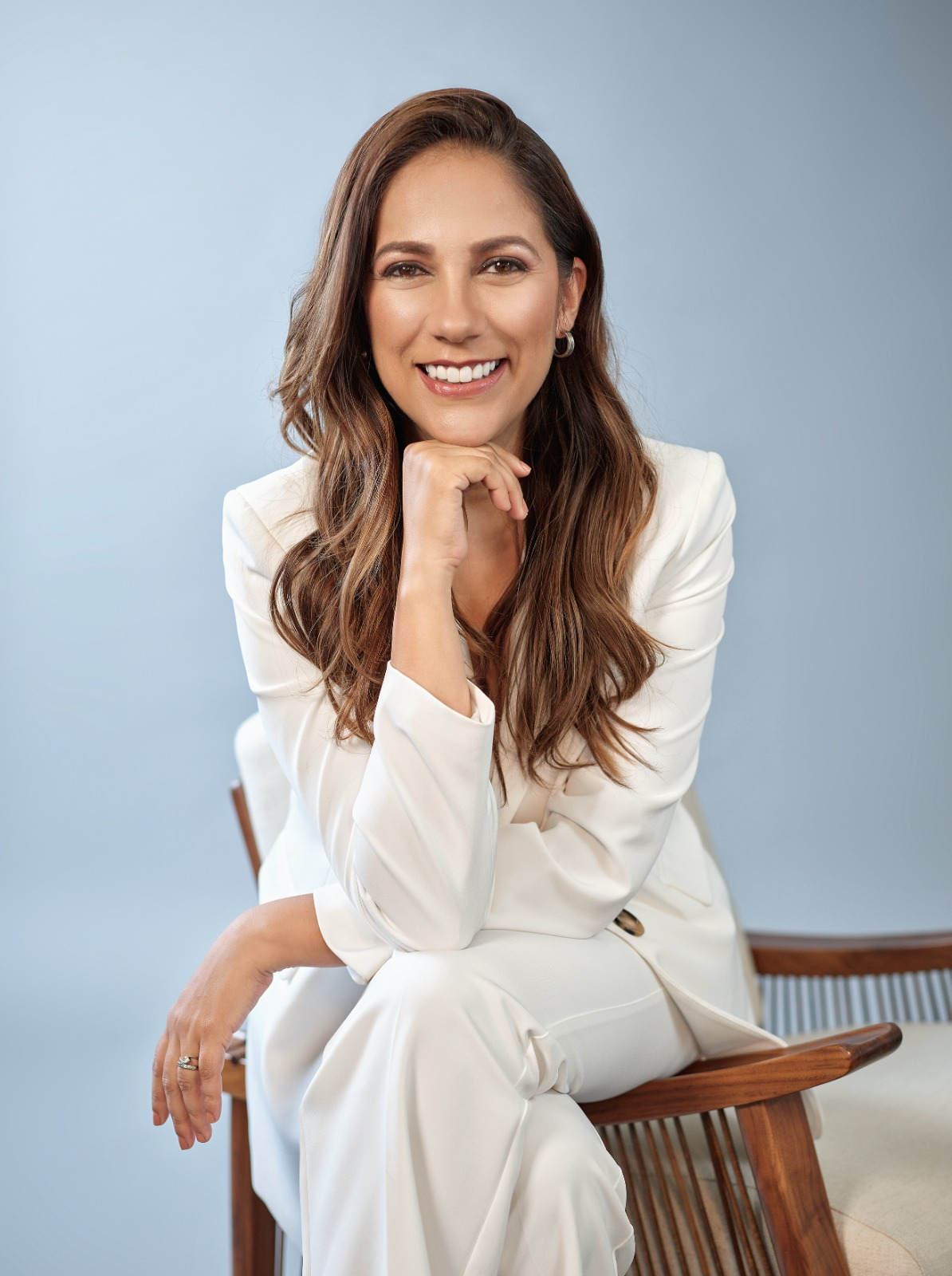
Libia García Muñoz Ledo

- 1983: Sonya Chervonsky, yudoca australiana.
- 1983: Greg Brunner, baloncestista suizo-estadounidense.
- 1983: Derek Anderson, jugador de fútbol americano estadounidense.
- 1983: Fernanda Fuentes, chef chileno-española.
- 1983: Mike Harris, baloncestista estadounidense.
- 1983: M'bar N'Diaye, taekwondista francés.
- 1983: Diego Fusaro, ensayista italiano.
- 1983: Julia Fischer, música alemana.
- 1983: Rubén Sellés, entrenador de fútbol español.
- 1983: Libia García Muñoz Ledo, política mexicana, Gobernadora de Guanajuato desde 2024.
- 1983: Julia Fischer, violinista y pianista alemana.
- 1983: Azusa Ayano, actriz pornográfica japonesa.
- 1984: Tim Lincecum, beisbolista estadounidense.
- 1984: Héctor Font, futbolista español.
- 1984: Édison Toloza, futbolista colombiano.
- 1985: Cristina Llorente, cantante española.
- 1985: Nadine Coyle, cantante británica, de la banda Girls Aloud.
- 1988: Cristopher Toselli, arquero chileno.
- 1989: Bayley, luchadora profesional estadounidense.
- 1991: Braian Romero, futbolista argentino.
- 1992: Mohamed Salah, futbolista egipcio.
- 1992: Michał Kopczyński, futbolista polaco.
- 1993: Carolina Marín, jugadora de bádminton española.
- 1994: Vincent Janssen, futbolista neerlandés.
- 1994: Iñaki Williams, futbolista español.
- 1996: Aurora Aksnes, cantante noruega.
- 1996: Rikke Sevecke, futbolista danesa.
- 1997: Madison Kocian, gimnasta estadounidense.
- 1997: Vitali Shepel, yudoca ucraniano.
- 1997: Albert Guðmundsson, futbolista islandés.
- 1997: Petra Luterán, atleta húngara.
- 1998: Filippo Tortu, atleta italiano.
- 1998: Rachel Covey, actriz estadounidense.
- 1998: Desirée Vila, atleta paralímpica española.
- 1998: Hachim Mastour, futbolista marroquí.
- 1998: Aleksandr Samarin, patinador artístico sobre hielo ruso.
- 1998: Moussa Djenepo, futbolista maliense.
- 1998: Seif Isa, taekwondista egipcio.
- 1998: Taresa Tolosa, atleta etíope.
- 1998: Emil Hansson, futbolista noruego.
- 1998: Chiara Leone, tiradora suiza.
- 1999: Victoria Tachinski, atleta canadiense.
- 1999: Oswaldo León, futbolista mexicano.
- 1999: Nuria Rábano, futbolista española.
- 1999: Peso Pluma, cantante mexicano.
- 1999: Josh Nisbet, futbolista australiano.
- 1999: Sonja Zimmermann, jugadora de hockey sobre césped alemana.
- 2000: Ouyang Nana, actriz y música taiwanesa.
- 2000: Lukas Tulovic, piloto de motociclismo alemán.
- 2000: Magnus Myhre, atleta noruego.
- 2000: Valériya Belova, saltadora rusa.
- 2000: Mary Moraa, atleta keniana.
- 2001: Oliver Bias, futbolista alemán.
- 2002: Álex Alfaro, futbolista español.
- 2002: Enis Destan, futbolista turco.
- 2003: Pablo Barrios Rivas, futbolista español.
- 2004: Jewison Bennette, futbolista costarricense.
- 2014: Amalia de Nassau, noble de Luxemburgo.
- 2015: Nicolás de Suecia, príncipe de Suecia y duque de Ångermanland.

## Fallecimientos
- 923: Roberto I, rey francés (n. 865).
- 948: Romano I, emperador bizantino (n. 870).
- 991: Teofania Skleraina, princesa bizantina (n. ca. 955).
- 1036: Ali az-Zahir, califa fatimí (n. 1005).
- 1073: Go-Sanjō, emperador japonés (n. 1034).
- 1184: Magnus V, rey noruego (n. 1156).
- 1189: Minamoto no Yoshitsune, general japonés (n. 1159).
- 1246: Federico II de Austria, duque austriaco (n. 1219).
- 1341: Andrónico III Paleólogo, emperador bizantino (n. 1297).
- 1381: John Cavendish, jefe de justicia de Inglaterra (n. c. 1346).
- 1381: Wat Tyler, rebelde inglés (n. 1341).
- 1383: Juan VI Cantacuceno, emperador bizantino (n. c. 1292).
- 1389: Murad I, sultán otomano (n. 1326).
- 1389: Lazar de Serbia, aristócrata serbio, santo de la Iglesia ortodoxa (n. 1329).
- 1467: Felipe III de Borgoña, rey francés (n. 1396).
- 1521: Tamás Bakócz, cardenal católico húngaro (n. 1442).
- 1614: Henry Howard, político británico (n. 1540).
- 1679: Guillaume Courtois, pintor francés (n. 1628).
- 1734: Giovanni Ceva, matemático italiano (n. 1648).
- 1768: James Short, matemático y óptico escoés (n. 1710).
- 1772: Louis-Claude Daquin, compositor francés (n. 1694).
- 1785: Jean-François Pilâtre de Rozier, químico francés (f. 1754).
- 1812: Anton Stadler, clarinetista austríaco (n. 1753).
- 1822: María Josefa Lajarrota, patriota argentina (n. 1757).
- 1838: Estanislao López, militar y caudillo argentino (n. 1786).
- 1844: Thomas Campbell, poeta británico (n. 1777).
- 1849: James Knox Polk, político estadounidense, presidente de los Estados Unidos entre 1845 y 1849 (n. 1795).
- 1858: Ary Scheffer, pintor francés (n. 1795).
- 1876: Apolinar Serrano, obispo cubano (n. 1833).
- 1879: Ignacio Ramírez, escritor y político mexicano (n. 1818).
- 1881: Marie Laveau, bruja vudú estadounidense (n. 1801).
- 1888: Federico III, emperador (káiser) alemán y rey de Prusia (n. 1831).
- 1889: Mihai Eminescu, poeta rumano (n. 1850).
- 1901: José Luis Pellicer, dibujante y pintor español (n. 1842).
- 1915: Eugène Jansson, pintor sueco (n. 1862).
- 1917: Kristian Birkeland, físico noruego (n. 1867).
- 1934: Alfred Bruneau, compositor francés (n. 1857).
- 1937: Severino Ceniceros, militar y político mexicano (n. 1875).
- 1938: Ernst Ludwig Kirchner, pintor alemán (n. 1880).
- 1949: Antonio Ballesteros Beretta, historiador español (n. 1880).
- 1961: Eduardo Torroja Miret, ingeniero español (n. 1899).
- 1961: Giulio Cabianca, piloto de automovilismo italiano (n. 1923).
- 1962: Alfred Cortot, pianista y profesor suizo (n. 1877).
- 1965: Steve Cochran, actor estadounidense (n. 1917).
- 1967: Estanislao Mejía Castro, compositor mexicano (n. 1882).
- 1968: Wes Montgomery, guitarrista estadounidense de jazz (n. 1925).
- 1971: Wendell Meredith Stanley, químico estadounidense, premio nobel de química en 1946 (n. 1904).
- 1972: Luís Alonso Pérez, entrenador de fútbol brasileño (n. 1922).
- 1979: Giovanni De Prà, futbolista italiano (n. 1900).
- 1982: Art Pepper, músico estadounidense (n. 1925).
- 1983: Dalmiro Adaro, militar argentino (n. 1907).
- 1988: Guillermo Ganoza Vargas, abogado, empresario y filántropo peruano, creador y fundador del Concurso Nacional de Marinera (n. 1923).
- 1989: Victor French, actor estadounidense (n. 1934).
- 1991: Arthur Lewis, economista británico (n. 1915).
- 1993: John Connally, político estadounidense (n. 1917).
- 1993: James Hunt, piloto de automovilismo británico (n. 1947).
- 1994: Carmen Bravo-Villasante, escritora española (n. 1918).
- 1994: Manos Hadjidakis, compositor griego (n. 1925).
- 1995: John Atanasoff, matemático y físico estadounidense, inventor del primer ordenador (n. 1903).
- 1996: Ella Fitzgerald, cantante estadounidense de jazz (n. 1917).
- 2001: Henri Alekan, cineasta francés (n. 1909).
- 2002: Choi Hong Hi, general surcoreano y difusor del taekwondo (n. 1918).
- 2003: Hume Cronyn, actor canadiense (n. 1911).
- 2005: Jacobo Feldman, escritor, abogado y filósofo argentino (n. 1917).
- 2005: Suzanne Flon, actriz francesa (n. 1918).
- 2006: Raymond Devos, humorista francés (n. 1922).
- 2007: Sherri Martel, luchador estadounidense (n. 1958).
- 2008: Isabel Cristina Restrepo Cárdenas, bailarina colombiana (n. 1989).
- 2008: Stan Winston, artista y cineasta estadounidense, ganador de cuatro premios Óscar (n. 1946).
- 2009: Fernando Delgado, actor español (n. 1930).
- 2011: Bill Haast, herpetólogo estadounidense (n. 1910).
- 2013: José Froilán González, piloto de automovilismo argentino (n. 1922).
- 2013: Heinz Flohe, futbolista alemán (n. 1948).
- 2013: Kenneth Geddes Wilson, físico estadounidense (n. 1936).
- 2014: Casey Kasem, actor y personalidad de radio estadounidense (n. 1932).
- 2015: Kirk Kerkorian, empresario estadounidense (n. 1917).
- 2016: Lois Duncan, escritora estadounidense (n. 1934)
- 2017: Alekséi Batálov, actor ruso (n. 1928).
- 2019: Wilhelm Holzbauer, arquitecto austríaco (n. 1930).
- 2019: Beatriz Salomón, actriz y vedette argentina (n. 1953).
- 2019: Franco Zeffirelli, director de cine, diseñador, y productor italiano (n. 1923).
- 2021: Vladímir Shatálov, cosmonauta soviético (n. 1927).
- 2021: Jack B. Weinstein, juez estadounidense (n. 1921).
- 2023: Mari Carmen Martínez-Villaseñor, ventrílocua y humorista española (n. 1943).
- 2023: Glenda Jackson, actriz y política estadounidense (n. 1936).
- 2024: Rafael Campo Miranda, fue un músico, compositor y centenario colombiano de música popular costeña como porros, cumbias, y otros aires caribeños. (n. 1918).

## Celebraciones
- Día Mundial de Toma de Conciencia del Abuso y Maltrato en la Vejez.
Fecha establecida por la ONU en 2011 para sensibilizar sobre la discriminación y el maltrato que sufren muchas personas mayores en distintas partes del mundo. El objetivo de este día es visibilizar el problema del abuso hacia los adultos mayores, fomentar una cultura de respeto y dignidad, y reforzar los mecanismos de protección y apoyo.

- Día Global del Viento.[4]
Bajo la coordinación del Consejo Global de la Energía Eólica, cada 15 de junio, cientos de países, organizaciones no gubernamentales y empresas se unen para celebrar esta jornada tan especial en el calendario ambiental mundial.

- Día Internacional de la Mujer en la Minería.[5]
Fecha dedicada a resaltar y honrar el importante papel de las mujeres en la industria minera.

 Por países
(Por orden alfabético)
- Argentina:
  - Día del Libro.[6][7]
La fecha se conmemora desde que el 15 de junio de 1908 se entregaron los premios y distinciones de un concurso literario organizado por el entonces Consejo Nacional de Mujeres de la República Argentina.
  - Día del Bioquímico.[8]
Se conmemora en recuerdo del natalicio de Juan Antonio Sánchez, farmacéutico que impulsó la carrera en Bioquímica.

- Azerbaiyán
  - Día de la Salvación Nacional del Pueblo Azerbaiyano (en azerbaiyano: Azərbaycan xalqının milli qurtuluş günü).
Es la fiesta oficial en la República de Azerbaiyán. Se celebra el 15 de junio[9]por la decisión de Milli Majlis de Azerbaiyán desde 1997. En 1998 la fiesta obtuvo el estatuto estatal.[10]

- Costa Rica:
  - Día del Árbol.
Desde 1915 promueve la conservación y plantación de árboles.

- Dinamarca
  - Día de la Bandera.
(Día de Valdemar y Día de la Reunión) 
(en danés: Valdemarsdag og Genforeningsdag).

- España:
  - Día contra los Centros de Internamiento de Extranjeros (CIE).[11][12]

- Estados Unidos:
  - Día de la Fotografía de Naturaleza.[13]
Busca promover el disfrute de la fotografía de naturaleza. Establecido desde 1994 por la Asociación Norteamericana de Fotografía de la Naturaleza (NANPA).

- Italia:
  - Día del Ingeniero.

- Panamá:
  - Aniversario del Ministerio de Obras Públicas (M.O.P.).[14]

- Perú:
  - Día de la Canción Andina.
A partir de esa fecha los pueblos altoandinos inician las festividades en honor a la Tierra y al Sol.

- Reino Unido:
  - Día Nacional de la Cerveza.
Esta fecha conmemora la mención de la cerveza en la Cláusula 35 de la Carta Magna, que fue sellada el 15 de junio de 1215. Es un día para celebrar la herencia cervecera británica, la cultura de los pubs y el papel de la cerveza en el Reino Unido.
(en inglés: National Beer Day).

### Santoral católico

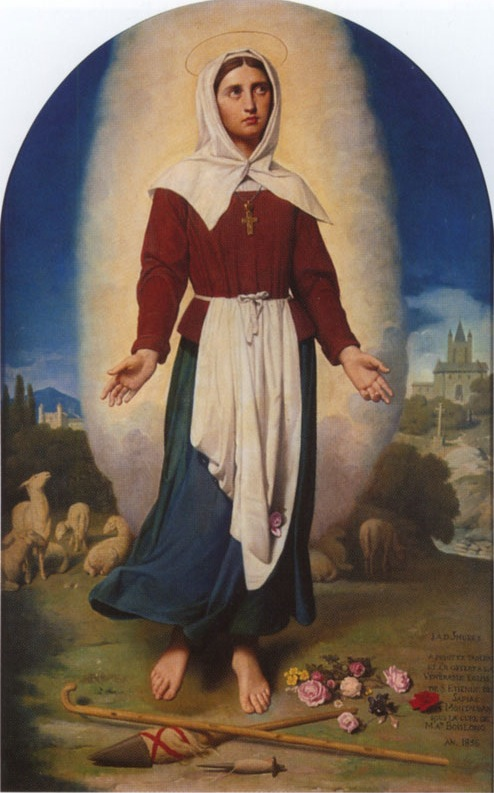
Santa Germana Cousin.

- San Amós, profeta (s. X a. C.).
- San Esiquio de Dorostoro, soldado (302).[15]
- San Vito de Lucania, mártir (s. inc.).[15]
- San Abrahán de Arvernia, monje (480).[15]
- San Landelino de Saint-Crespin, abad (c. 686).[15]
- San Lotario de Séez, obispo (756).[15]
- Santa Benilde de Córdoba, mártir (853).[15]
- San Bernardo de Menthone, presbítero (1081).[15]
- San Isfrido de Ratzeburg, obispo (1204).[15]
- Santa Germana de Pibrac, virgen (1601).[15](imagen ilustrativa)
- Santa Bárbara Cui Lianzhi, mártir (1900).[15]

- Beato Tomás Scryven, mártir (1537).[15]
- Beatos Pedro Snow y Rodolfo Grimston, mártires (1598).
- Beato Tomás Reding (s. XVI). [15]
- Beato Luis María Palazzolo, presbítero (1886).[15]